# Сарибекян, Ишхан Барсегович
Ишхан Барсегович Сарибекян (1912—1990) — старшина Рабоче-крестьянской Красной Армии, участник Великой Отечественной войны, Герой Советского Союза (1945).

## Биография
Ишхан Сарибекян родился 7 ноября 1912 года в селе Кошкота (ныне — Иджеванский район Армении). После окончания Ереванского плодоовощного техникума проживал и работал в городе Акстафа Азербайджанской ССР. В 1941 году Сарибекян был призван на службу в Рабоче-крестьянскую Красную Армию. С того же года — на фронтах Великой Отечественной войны.
К маю 1944 года старший сержант Ишхан Сарибекян командовал пулемётным расчётом 1369-го стрелкового полка 417-й стрелковой дивизии 51-й армии 4-го Украинского фронта. Отличился во время штурма Севастополя. 7 мая 1944 года во время боёв за Сапун-гору расчёт Сарибекяна в течение девяти часов сражался, уничтожив 5 огневых точек и более 50 солдат и офицеров противника. В критический момент боя Сарибекян заменил собой выбывшего из строя автоматчика и пулемётным огнём рассеял взвод немецкой пехоты, при этом сам получил ранение. Несмотря на это, он остался в строю, уничтожив ещё несколько вражеских солдат и подорвав гранатами немецкий дот.
Указом Президиума Верховного Совета СССР от 24 марта 1945 года за «мужество, отвагу и героизм, проявленные в борьбе с немецкими захватчиками», старший сержант Ишхан Сарибекян был удостоен высокого звания Героя Советского Союза с вручением ордена Ленина и медали «Золотая Звезда» за номером 6373.
После окончания войны в звании старшины Сарибекян был демобилизован. Проживал и работал в селе Курское Есильского района Тургайской области Казахской ССР. Скончался 6 мая 1990 года.
Был также награждён орденами Отечественной войны 1-й степени и Славы 3-й степени, рядом медалей.